# NGC 1624-2
NGC 1624-2 är en ensam stjärna belägen i den öppna stjärnhopen NGC 1624 i den norra delen av stjärnbilden Perseus. Den har en skenbar magnitud av ca 11,57 och kräver ett kraftigt teleskop för att kunna observeras. Baserat på parallax enligt Gaia Data Release 3 på ca -0,35 mas, beräknas den befinna sig på ett avstånd på ca 16 800 ljusår  (5 150 parsek) från solen. 

## Egenskaper
NGC 1624-2 är en stjärna av spektraltyp O, som är känd för att vara den starkaste kända magnetiserade stjärnan av O-typ, med en magnetisk fältstyrka på 20 kG, eller cirka 20 000 gånger solens magnetfältstyrka. Den omsluts av en stor och tät magnetosfär, bildad av växelverkan mellan dess mycket starka magnetfält och dess täta, strålningsdrivna stjärnvind, som också absorberar upp till 95 procent av röntgenstrålningen som genereras kring stjärnan.
NGC 1624-2 är en mycket massiv, ung, blå stjärna som inte är mer än 4 miljoner år gammal. Det är en Of?p-stjärna, en typ av högmagnetisk stjärna som har ovanliga emissionslinjer av multipeljoniserat kol och kväve. I NGC 1624-2 är kolemissionen särskilt extrem. Luminositetsklassen är osäker på grund av det ovanliga spektrumet, men anges oftast som V (huvudserien), men har också angivits som I (superjätte).

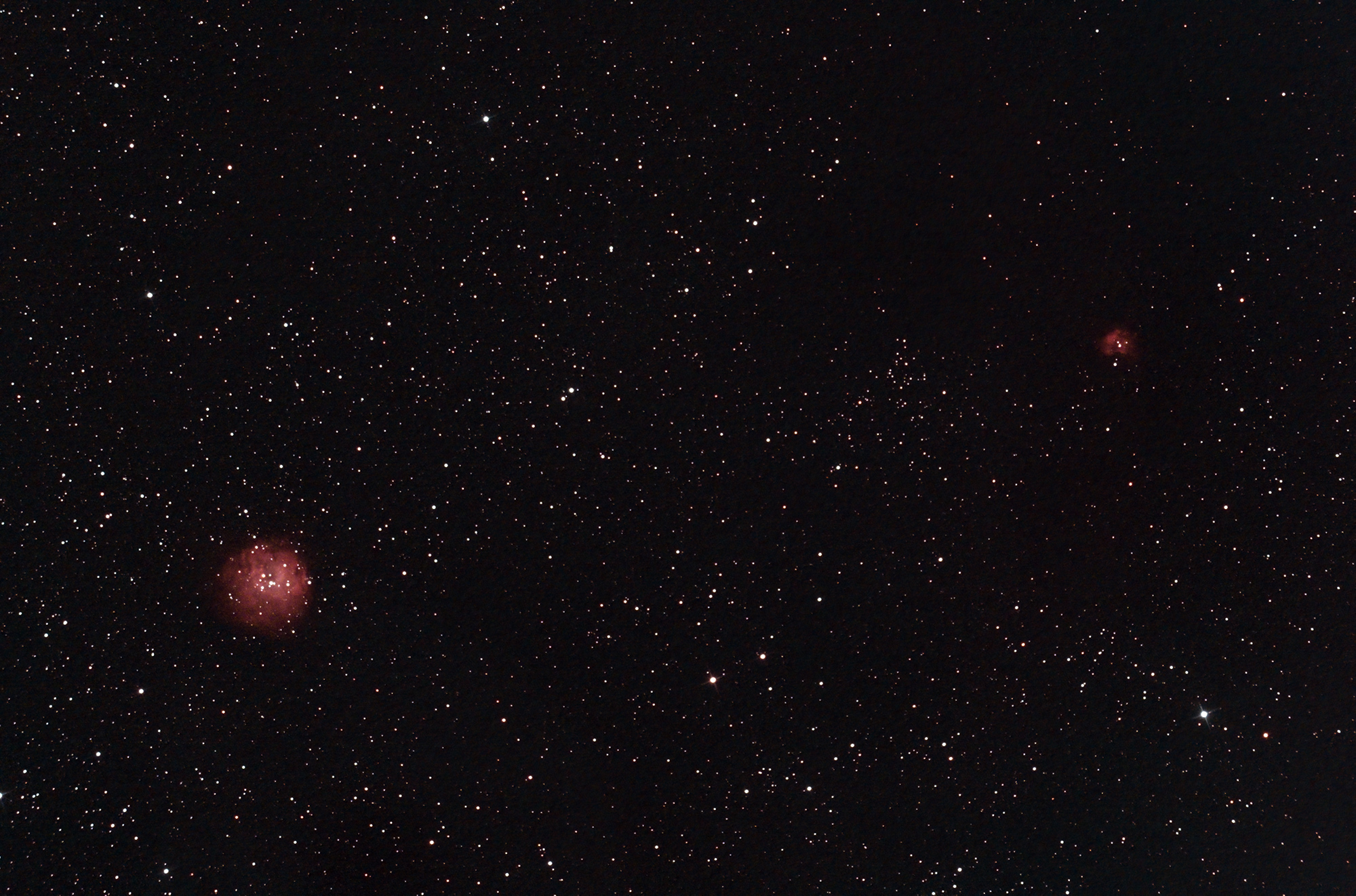
NGC 1624-2 är den ljusaste stjärnan i mitten av NGC 1624 till vänster pådenna bild som sträcker sig över ungefär en grad.

Analys av dess spektrala energifördelning med CHORIZOS-modellering ger en effektiv temperatur på 35 000 K, en ljusstyrka på 125 900 (105,1) gånger solens och en radie på cirka 10 solradier. Att anta en log g på 4,0 ger en massa på 34 solmassor, men resultat av evolutionära modeller tenderar mot en nuvarande massa på 28 solmassor. Detta förutsätter dock att NGC 1624-2 är en normal stjärna, medan den inte är det, så det bör bara tas som en indikation på dess verkliga massa. NGC 1624-2 förlorar för närvarande massa med en hastighet av 10−6,8 solmassa/år, genom en stjärnvind med en sluthastighet på 2 875 km/s.

### Rotation
NGC 1624-2 roterar mycket långsamt, med bara ett varv på 316 dygn. Denna långsamma rotation är typisk för mycket magnetiska stjärnor av O-typ eftersom deras magnetfält bromsar deras rotation i en process som kallas magnetisk bromsning, där vinkelmomentum snabbt avges av stjärnvinden via det starka magnetfältet, vilket också minimerar massförlusten under huvudseriens genomgång.